# Kostel Navštívení Panny Marie (Martínkov)
Kostel Navštívení Panny Marie je římskokatolický kostel v obci Martínkov na Třebíčsku v kraji Vysočina. Je chráněn jako kulturní památka.

## Historie
K obnově původního kostela v Martínkově do dnešní podoby došlo zásluhou lesonického hraběte v roce 1713.

## Opravy
Poškozená krytina na věži kostela byla v roce 1994 nahrazena měděným plechem, díky stavbě lešení kolem věže mohl být obnoven její nátěr. V roce 2003 došlo ke kompletní výměně střešní krytiny na kostele v Martínkově – hlavní lodi, zároveň byly částečně opraveny a natřeny omítky. K zásadní rekonstrukcí fasády došlo v letech 2011–2012, kdy se martínkovské farnosti podařilo získat prostředky z dotačního titulu fondů Evropské unie. Na základě sond provedených odbornou firmou byl po konzultaci s pracovníky Památkového ústavu vypracován projekt a během devíti měsíců pak zrealizována nová fasáda.

## Současnost
Ve dnech 25. a 26. května 2013 proběhly v Martínkově oslavy 300 let od obnovy kostela. Slavnostní mši v neděli 26. května sloužil novoříšský opat Marian Rudolf Kosík společně s moravskobudějovickým děkanem.